# Coppa della Vittoria
La Coppa della Vittoria era una corsa in linea maschile di ciclismo su strada, svolta dal 1921 al 1931 nei dintorni di Padova, in Veneto. Le prime tre edizioni si svolsero come prova in linea, mentre l'ultima edizione si svolse come prova a cronometro.

## Albo d'oro
Aggiornato all'edizione 1931.
| Anno      | Vincitore      | Secondo         | Terzo         |
| --------- | -------------- | --------------- | ------------- |
| 1921      | Adriano Zanaga | ?               | ?             |
| 1922      | Adriano Zanaga | ?               | ?             |
| 1923-1929 | non disputata  | non disputata   | non disputata |
| 1930      | Aldo Canazza   | ?               | ?             |
| 1931      | Learco Guerra  | Fabio Battesini | Alfredo Bovet |